# Processo s
Col nome di processo s (dall'inglese slow), è chiamato il processo di cattura lenta dei neutroni, un processo di nucleosintesi che avviene nelle stelle in condizioni di bassa densità neutronica, e di media temperatura. In tali condizioni il tasso di cattura neutronica da parte dei nuclei atomici è più lento di quello del decadimento radioattivo beta. Nel processo s un isotopo stabile cattura un neutrone, ma il nuclide instabile che viene così creato decade prima che un altro neutrone venga catturato. In tal modo viene creato un isotopo stabile dell'elemento di numero atomico immediatamente successivo. Tramite questo processo viene creata circa la metà degli isotopi degli elementi più pesanti del ferro dell'universo e pertanto esso gioca un ruolo importante nella determinazione della composizione chimica delle galassie. Il processo s differisce dal Processo r per la differente velocità di cattura dei neutroni, che è molto più elevata nel processo r. Le lettere s e r sono le abbreviazione delle parole inglesi slow (lento) e rapid (veloce).

## Storia
L'esistenza di un processo simile al processo s fu ipotizzata in seguito alle nuove tabelle relative all'abbondanza degli elementi chimici pubblicate da Hans Suess e Harold Urey nel 1956, che evidenziavano picchi nelle abbondanze di isotopi di elementi pesanti, come lo stronzio, il bario e il piombo, i quali, secondo la meccanica quantistica e il modello nucleare a shell, hanno nuclei particolarmente stabili, cioè quanto lo sono i gas nobili. Si trattava quindi di comprendere quali altri elementi fossero coinvolti nel processo s. Una ipotesi in questo senso fu formulata in un famoso articolo pubblicato nel 1957 da Margaret Burbidge, Geoffrey Burbidge, William Fowler e Fred Hoyle che descriveva il modo in cui gli elementi pesanti vengono derivati mediante i processi s, r e p. Nel medesimo articolo gli autori avanzarono l'ipotesi che il processo s avvenisse nelle giganti rosse. Il caso del tecnezio era, in questo senso, particolarmente esplicativo: esso ha un'emivita di 4,2 milioni di anni e le sue righe spettrali erano state osservate negli spettri delle giganti rosse e delle giganti al carbonio nel 1952. Poiché questi tipi di stelle hanno un'età di diversi miliardi di anni, la presenza del tecnezio nelle loro atmosfere non può essere dovuta né a una sua preesistenza nelle nubi da cui queste stelle si sono formate, né alle reazioni di fusione che avvengono nel nucleo stellare, né a eventi connessi alle primissime fasi di vita della stella risalenti a miliardi di anni prima.
Un modello fisico-matematico della creazione di isotopi pesanti da nuclei di ferro fu proposto nel 1961. In questo lavoro fu dimostrato come la sovrabbondanza di bario osservata dagli astronomi in alcune stelle giganti era dovuta alla sua derivazione dal ferro in condizioni di densità neutroniche appropriate. In particolare fu dimostrato che un unico valore della densità neutronica non poteva spiegare il processo s, ma che questo era possibile solo in presenza di un range di densità differenti. Inoltre il numero di nuclei di ferro esposti a una certa densità neutronica doveva decrescere se la densità aumentava mentre il grafico del tasso di cattura neutronica in funzione della densità non è lineare, ma del tipo a scalini e precipizi.
Importanti misurazioni del tasso di cattura neutronica da parte dei nuclei atomici furono compiute nell'Oak Ridge National Laboratory nel 1965 e nel Karlsruhe Nuclear Physics Center nel 1982. Esse fornirono ai modelli fisici teorici importanti dati quantitativi su cui fondarsi. In una serie di articoli pubblicati negli anni settanta D. Clayton confermò le ipotesi precedenti, che divennero il modello standard del processo s.

## Il processo s nelle stelle
Il processo s avviene nelle stelle poste nel ramo asintotico delle giganti e ha una scala di durata di migliaia di anni. Viceversa il processo r avviene durante l'esplosione delle supernovae e ha una durata di pochi secondi. Il processo s ha l'effetto di aumentare il numero di massa degli atomi coinvolti nel processo ed è determinato dal tasso di produzione dei neutroni all'interno della stella e dalla disponibilità iniziale di ferro che funge da materiale di partenza del processo di sintesi di nuovi elementi.
Le maggiori fonti di neutroni all'interno delle stelle sono le seguenti reazioni:
13C + 4He → 16O + n
22Ne + 4He → 25Mg + n

L'andamento del processo s per gli elementi compresi fra l'argento (Ag) e l'antimonio (Sb).

Si distinguono due tipi di processi s, chiamati ramo principale e ramo debole. Il principale produce elementi più pesanti dello stronzio e dell'ittrio fino al piombo nelle stelle giganti a bassa metallicità e di piccola massa. Il ramo debole invece avviene nelle giganti massicce giunte quasi al termine della loro esistenza e sintetizza elementi più pesanti del ferro fino allo stronzio e all'ittrio. Queste stelle poi esplodono in supernovae e disperdono gli elementi prodotti nello spazio interstellare.
Il processo s viene modellato matematicamente assumendo la cosiddetta approssimazione locale: essa assume che la produzione di neutroni sia costante, sicché il rapporto fra le abbondanze degli isotopi è inversamente proporzionale al rapporto fra le sezioni d'urto degli isotopi stessi. Questa approssimazione è, come dice il nome, valida solo localmente, cioè per isotopi aventi un numero di massa simile.
Poiché il processo s avviene in condizioni di densità neutronica relativamente bassa (da 105 a 1011 neutroni per cm2 per secondo), esso non può produrre isotopi radioattivi pesanti come il torio o l'uranio. Il ciclo che mette fine al processo è il seguente:
il 209Bi cattura un neutrone, producendo il 210Bi, che decade nel 210Po, tramite decadimento β-. Il 210Po a sua volta decade nel 206Pb tramite decadimento α:
|  | 209Bi + n | → | 210Bi + γ  |
|  | 210Bi     | → | 210Po + β− |
|  | 210Po     | → | 206Pb + α  |

A questo punto il 206Pb cattura tre neutroni sintetizzando il 209Pb, che decade nel 209Bi per decadimento β−, facendo ripartire il ciclo:
|  | 206Pb + n | → | 207Pb + γ  |
|  | 207Pb + n | → | 208Pb + γ  |
|  | 208Pb + n | → | 209Pb + γ  |
|  | 209Pb     | → | 209Bi + β− |

Poiché il decadimento β− produce un elettrone e un antineutrino elettronico, il risultato netto del processo è la conversione di 4 neutroni in una particella α, 2 elettroni, 2 antineutrini e raggi gamma:
|  | 4 n | → | 4He + 2 e + 2 νe + γ |

Il processo dunque termina con il bismuto, l'elemento stabile più pesante. In realtà il bismuto è leggermente radioattivo, ma ha una emivita così lunga (un miliardo di volte l'età dell'universo) che può essere considerato stabile sulla scala di tempo rappresentata dalla vita di una stella.

## Il processo s e la polvere interstellare
I granuli di carburo di silicio (SiC) condensano nell'atmosfera delle stelle giganti intrappolando gli isotopi prodotti dal processo s. Quando la stella conclude la propria esistenza, i grani di SiC si disperdono nello spazio interstellare, andando a formare parte della polvere interstellare. Tale polvere ha contaminato la nube da cui il sistema solare è nato e di conseguenza anche gli asteroidi nati dalla nube e le meteoriti che cadono sulla Terra. Analizzando tali meteoriti è quindi possibile studiare la polvere interstellare lì intrappolata e di conseguenza anche gli isotopi prodotti dal processo s. Ciò ha permesso di approfondire la conoscenza del processo.
Mediante la tecnica dello sputtering, consistente nel bombardamento delle meteoriti tramite un fascio di particelle, è possibile ottenere spettri dei grani di origine stellare presenti nella meteorite. L'origine stellare dei grani è stata dimostrata da misure di laboratorio che hanno permesso di rilevare abbondanze estremamente insolite di isotopi all'interno dei grani stessi. Tramite tali tecniche è stato appurato che il rapporto fra gli elementi prodotti tramite il processo s e quelli prodotti per mezzo del processo r è differente da quanto si era assunto precedentemente. Inoltre le abbondanze di certi elementi come il kripton o lo xeno hanno permesso di mostrare che le abbondanze degli elementi prodotti dal processo s variano da stella a stella, presumibilmente in ragione della densità neutronica o della temperatura. La ricerca attuale sul processo s verte intorno a questi temi.